# Karl Müller (Politiker, 1900)
Karl Friedrich Ernst Müller (* 14. April 1900 in Solingen; † nach 1950) war ein deutscher Politiker der SPD.

## Leben und Beruf
Nach dem Abitur auf der Oberrealschule 1919 in Wismar absolvierte Müller, der evangelischen Glaubens war, zunächst eine landwirtschaftliche Lehre. Anschließend studierte er von 1921 bis 1925 an der Universität Leipzig, wo er 1924 das landwirtschaftliche Diplom erwarb und 1925 zum Doktor der Philosophie promoviert wurde. Nach Beendigung des Studiums war er als landwirtschaftlicher Beamter tätig, zunächst bis 1930 in verschiedenen Betrieben in Mecklenburg und dann bis 1933 in Kogel bei Ratzeburg. Seit 1933 war er landwirtschaftlicher Berater in Gülzow. Danker und Lehmann-Himmel charakterisieren ihn in ihrer Studie über das Verhalten und die Einstellungen der Schleswig-Holsteinischen Landtagsabgeordneten und Regierungsmitglieder der Nachkriegszeit in der NS-Zeit als höheren Verbandsfunktionär und als „systemtragend-karrieristisch“.
Nach dem Zweiten Weltkrieg war er in Gülzow bis November 1947 Bezirksbauernvorsteher und Kreislandwirtschaftsrat für den Kreis Herzogtum Lauenburg.

## Partei
Nach dem Ende der Aufnahmesperre beantragte Müller am 28. Juli 1937 die Aufnahme in die NSDAP und wurde rückwirkend zum 1. Mai desselben Jahres aufgenommen (Mitgliedsnummer 5.447.166). Nach dem Zweiten Weltkrieg engagierte er sich in der SPD.

## Abgeordneter
Müller gehörte vom 24. November 1947, als er für Joachim von der Lieth nachrückte, bis 1950 dem Landtag Schleswig-Holstein an. Er war Mitglied im Ausschuss für Landwirtschaft und Ernährung.

## Öffentliche Ämter
Müller war von 1945 bis 1947 Bürgermeister der Gemeinde Gülzow und auch Amtsvorsteher. Von November 1947 bis Mai 1950 war er parlamentarischer Vertreter des schleswig-holsteinischen Ministers für Ernährung, Landwirtschaft und Forsten und Sonderbeauftragter für die Durchführung der Bodenreform. Weil er sich in seiner Zeit als Bodenreformbeauftragter um die Anpachtung eines 85 Hektar großen Hofes bemüht hatte, beantragte die CDU-Fraktion am 20. Juni 1949 die Einsetzung eines Untersuchungsausschusses. Der Untersuchungsausschuss stellte einstimmig fest, dass sich Müller bei den Bemühungen, den Hof Schönningstedt vom Fürsten von Bismarck zu pachten, zwar politisch ungeschickt verhalten, aber weder ungesetzlich noch unmoralisch gehandelt habe.